# Radhia Haddad
Radhia Haddad, född 1922, död 2003, var en tunisisk politiker.
Hon blev 1956 den första kvinnan i sitt lands parlament. 